# Phoebis agarithe
Phoebis agarithe é uma borboleta da família Pieridae. Ela é encontrada a partir do Peru em direcção a norte, até ao sul do Texas e à península da Flórida. Raras migrantes podem ser encontradas no Colorado, Dakota do Sul, Wisconsin e New Jersey. A espécie também foi introduzida no Havaí. O habitat consiste em terras baixas tropicais e abertas, incluindo jardins, pastagens, bordas da estrada, trilhos e parques.
As larvas alimentam-se de folhas frescas de Pithecellobium e Inga.

## Sub-espécies
As seguintes subespécies são reconhecidas:
- Phoebis agarithe agarithe
- Phoebis agarithe fischeri (H. Edwards, 1883)
- Phoebis agarithe maxima (Neumoegen, 1891)
- Phoebis agarithe antillia Brown, 1929
- Phoebis agarithe pupillata Dillon, 1947
- Phoebis agarithe tumbesina Lamas, 1981